# Habenaria avicula
Habenaria avicula är en orkidéart som beskrevs av Rudolf Schlechter. Habenaria avicula ingår i släktet Habenaria och familjen orkidéer. Inga underarter finns listade i Catalogue of Life.